# Forte de Nossa Senhora dos Milagres (Ilha do Corvo)

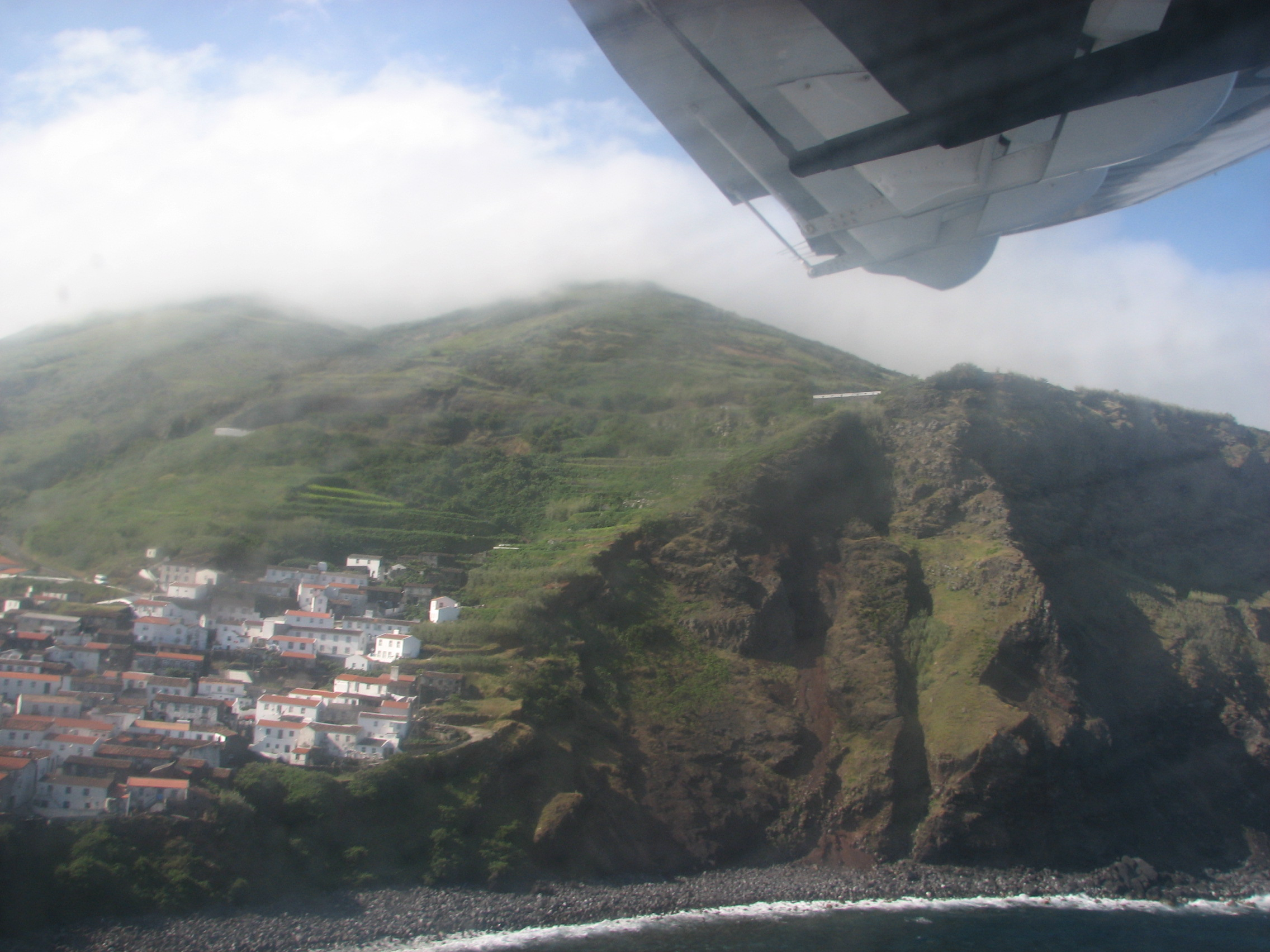
Vila do Corvo, Açores: aspecto atual.

O Forte de Nossa Senhora dos Milagres localizava-se no porto da Calheta, no concelho de Vila Nova do Corvo, na costa sul da ilha do Corvo, nos Açores.
Em posição dominante sobre este trecho do litoral, constituiu-se em um forte destinado à defesa deste ancoradouro contra os ataques de piratas e corsários, outrora frequentes nesta região do oceano Atlântico.

## História
A norte da vila, foi erguido em data indeterminada, entre os séculos XV e XVIII.
No contexto da Guerra da Sucessão Espanhola (1702-1714) encontra-se referido como "O Forte de Nossa Senhora dos Milagres no porto da Calheta." na relação "Fortificações nos Açores existentes em 1710".
Terá tido parte na resistência da população ao assalto de piratas da Barbária em 1714. Na ocasião este foi rechaçado com o recurso ao lançamento de um ajuntamento de gado pelas ruas da povoação.
A "Relação" do marechal de campo Barão de Bastos em 1862, acerca da ilha assinala: "Nesta Ilha apenas existem os vestígios d'alguns pontos fortificados. Pela pouca importancia militar da Ilha não merece ter fortificações."
A estrutura não chegou até aos nossos dias.